# Молодой Народный Рух
Молодой Народный Рух (укр. Молодий Народний Рух) — общественная организация на Украине. Припартийная организация украинской партии Народный Рух Украины. Основная цель создания организации — поддержка патриотичных направлений деятельности, развитие самосознания украинцев. Количество членов на Украине — 6000 чел 

## 1998
3 декабря, в связи с расколом в НРУ и с изменениями в украинском законодательстве, была основана юридически обособленная Всеукраинская общественная организация «Молодой Народный Рух». Возглавил организацию Юрий Криворучко.

## 2007
9 мая на V-м съезде ВОО «МНР» Председателем Молодого Народного Руха избран Иван Крулько.

## 2008
В январе-феврале активистами на общественных началах была юридически создана Киевская городская организация Молодого Народного Руха.
Апрель-май — было организовано около двадцати встреч Председателя Народного Руха Украины, Председателя Комитета Верховной Рады Украины по вопросам европейской интеграции Борисом Тарасюком со студентами и преподавателями высших учебных заведений города Киева.
МНР принимал активное участие в выборах в Киевский городской совет и Киевского городского головы. Председатель организации И. Крулько, возглавил Молодёжный департамент избирательного штаба Блока Виталия Кличко.
В июле Молодой Народный Рух провел лагеря возле горы Говерла — "Говерла 2008. Украина шагает в НАТО ", в котором приняли участие более 600 человек.
В августе и декабре МНР организовал «Школу молодого лидера» для юношей в возрасте 16-19 лет.
В ноябре-декабре МНР организовал круглые столы посвящённые евроатлантической интеграции в Донецке, Запорожье, Ровно, Львове, Тернополе, Белой Церкви. Участие в них приняли ведущие украинские эксперты по евроатлантической интеграции — А. Гречанинов, А. Кокошинский, И. Тодоров, П. Процик и другие.

## 2009
01.01 — мероприятия к 100 летию со дня рождения С. Бандеры.
14.01 — акция у посольства Российской Федерации — «России — ТРУБА».
21.01 — участие в открытии памятного знака А. Гирныку в г.Каневе.
22.01 — митинг ко Дню Соборности Украины.
14.03 — мероприятия, посвящённые 70-й годовщины Карпатской Украины в г. Хуст.
19.03 — отчётно-выборная конференция Кировоградской городской организации МНР.
20.03 — мероприятия ко дню рождения И. Мазепы в Мазепинцы.
21-25.03 — мероприятия к 10-й годовщине убийства В. Чорновола.
28.03 — отчётно-выборная конференция Донецкой ОО МНР.
08.04 — учредительная конференция Житомирской ОО МНР.
13-17.04 — «Неделя НАТО» в Киевском славистическом университете.
27.06 — Участие в мероприятиях к годовщине Полтавской битвы.
05.07 — празднование годовщины Конотопской битвы.
17-19.07 — лагерь «Говерла 2009: создаём безопасную Украину вместе».
25.07 — отчётно-выборная конференция Тернопольской ОО МНР.
30.07-02.08 — проведение очередной Школы молодого лидера.
18.08 — отчётно-выборная конференция Херсонской ОО МНР.
18.08 — отчётно-выборная конференция Николаевской ОО МНР.
21-23.08 — проведение тереновой игры «Лубны — 2009».